# Pararge achinoides
Pararge achinoides är en fjärilsart som beskrevs av Butler 1878. Pararge achinoides ingår i släktet Pararge och familjen praktfjärilar. Inga underarter finns listade i Catalogue of Life.